# Tournoi de tennis de Napa
Le tournoi de Napa (Californie, États-Unis) est un tournoi de tennis professionnel masculin du circuit des Grand Prix.
La seule édition du tournoi a été organisée en 1981 sur surface dure en extérieur et remportée par Sammy Giammalva en simple. Un tournoi de la catégorie Challenger s'y est déroulé en 2013 et 2014.

## Palmarès messieurs

### Simple
| No | Date       | Nom et lieu du tournoi       | Catégorie      | Dotation       | Surface        | Vainqueur          | Finaliste      | Score          |                |
| -- | ---------- | ---------------------------- | -------------- | -------------- | -------------- | ------------------ | -------------- | -------------- | -------------- |
| 1  | 23-03-1981 | Napa Open, Napa              |                | 50 000 $       | Dur (ext.)     | Sammy Giammalva Jr | Scott Davis    | 6-3, 5-7, 6-1  |                |
|    | 1982-2012  | Pas de tournoi               | Pas de tournoi | Pas de tournoi | Pas de tournoi | Pas de tournoi     | Pas de tournoi | Pas de tournoi | Pas de tournoi |
| 2  | 23-09-2013 | Napa Valley Challenger, Napa | Challenger     | 50 000 $       | Dur (ext.)     | Donald Young       | Matthew Ebden  | 4–6, 6–4, 6–2  |                |
| 3  | 22-09-2014 | Napa Valley Challenger, Napa | Challenger     | 50 000 $       | Dur (ext.)     | Sam Querrey        | Tim Smyczek    | 6–3, 6–1       |                |

### Double
| No | Date       | Nom et lieu du tournoi       | Catégorie      | Dotation       | Surface        | Vainqueurs                        | Finalistes                | Score          |                |
| -- | ---------- | ---------------------------- | -------------- | -------------- | -------------- | --------------------------------- | ------------------------- | -------------- | -------------- |
| 1  | 23-03-1981 | Napa Open, Napa              |                | 50 000 $       | Dur (ext.)     | Rick Meyer Chris Mayotte          | Tracy Delatte John Hayes  | 3-6, 7-6, 6-4  |                |
|    | 1982-2012  | Pas de tournoi               | Pas de tournoi | Pas de tournoi | Pas de tournoi | Pas de tournoi                    | Pas de tournoi            | Pas de tournoi | Pas de tournoi |
| 2  | 23-09-2013 | Napa Valley Challenger, Napa | Challenger     | 50 000 $       | Dur (ext.)     | Bobby Reynolds John-Patrick Smith | Steve Johnson Tim Smyczek | 6–4, 7–62      |                |
| 3  | 22-09-2014 | Napa Valley Challenger, Napa | Challenger     | 50 000 $       | Dur (ext.)     | Peter Polansky Adil Shamasdin     | Bradley Klahn Tim Smyczek | 7–6, 6–1       |                |